# Mapa exponencial

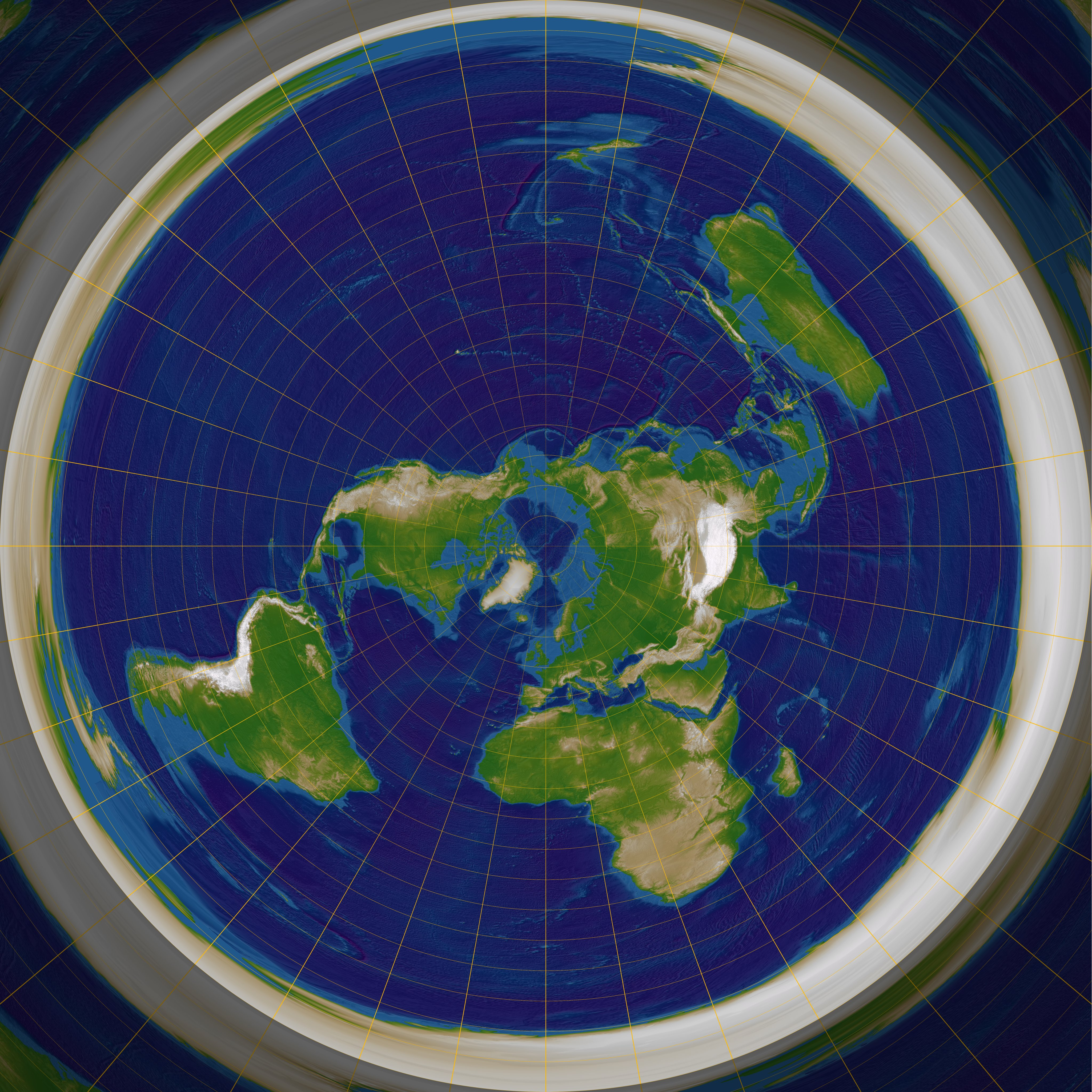
O mapa exponencial da Terra vista a partir do polo norte é a projeção azimutal equidistante polar em cartografia.

Na geometria diferencial, o mapa exponencial é uma generalização da função exponencial normal da análise matemática para todas as variedades diferenciáveis com uma conexão afim. Dois casos importantes desta conexão são o mapa exponencial para variedade de Riemann e para álgebra de Lie/grupo de Lie.